# 黄玉
黄玉（英语：topaz），也称呼为黄宝石、托帕石，為含有鋁和氟的硅酸盐矿物。由火成岩結晶化過程的最後階段散發出的含氟蒸氣所形成。分佈於巴西、墨西哥、薩克森、蘇格蘭、日本、烏拉山脈及其他地方。

## 性状
纯的黄玉透明，但常因其中的杂质引起不透明。典型的黄玉为葡萄酒色或淡黄色。但也有可能是白色，灰色，蓝色，绿色的。無色的黃玉在切割精良下，可能被誤認為是鑽石。有色的黃玉可能較不穩定或因日照而褪色。目前珠宝业在研究使用物理蒸汽沉淀法（Physical Vapor Deposition）在黄玉上形成二氧化钛薄膜，从而生产彩虹色黄玉。

## 晶体与化学结构
黄玉密度为3.49-3.57克/立方厘米，硬度为8，属正交晶系。其化学式为Al2SiO4(F,OH)2。成分中F和(OH)的比值变化不定。

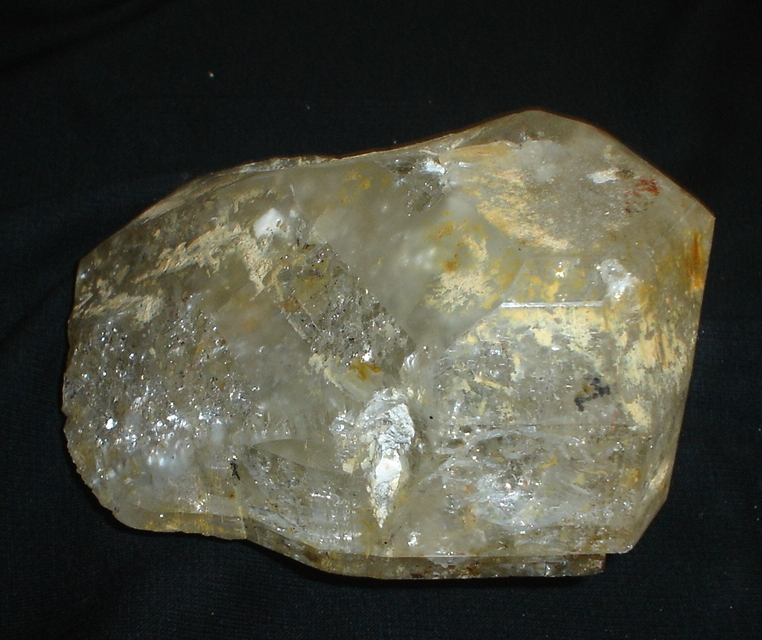
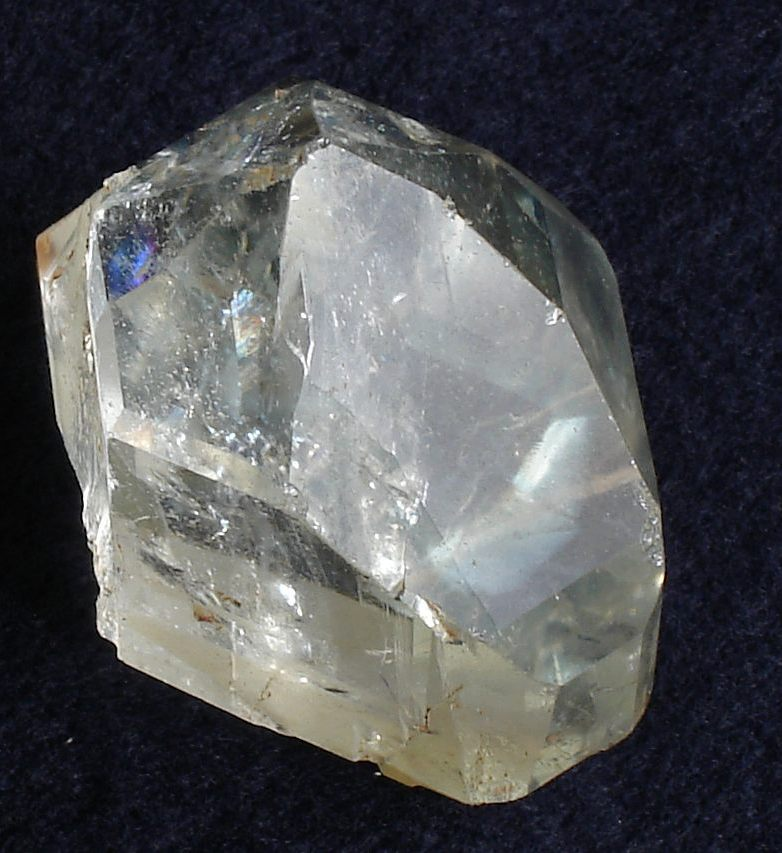
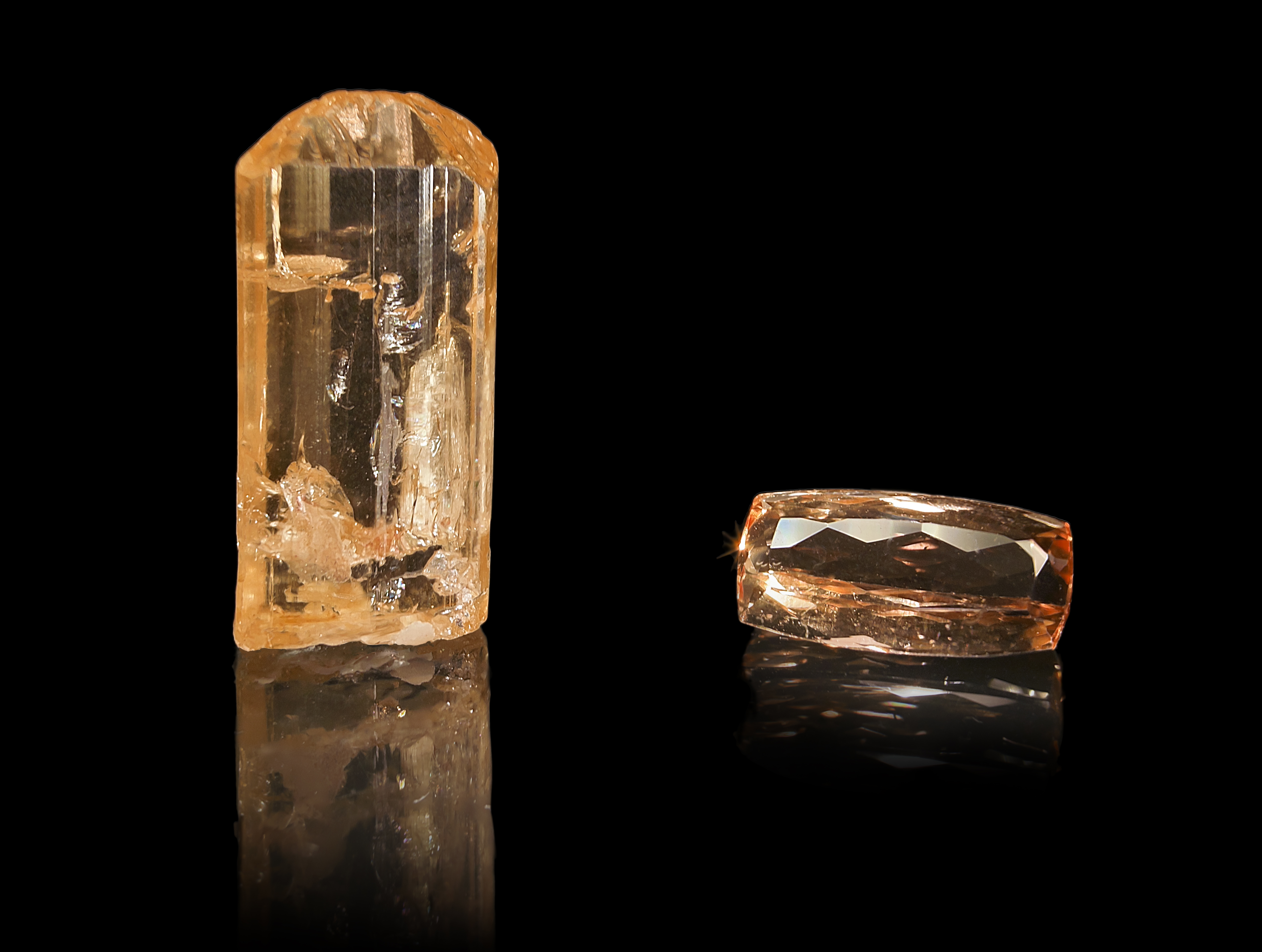